# Pilot 748 SE
Pilot 748 SE är en svensk lotsbåt som byggdes 2000 som Tjb 748 av Djupviks varv AB, Tjörn till Sjöfartsverket i Norrköping. Tjb 748 stationerades vid Oskarshamns lotsplats. 2005 döptes båten om till Pilot 748 SE.